# Place Vendôme (film)
Place Vendôme är en fransk film från 1998.

## Handling
Efter hennes makes självmord bestämmer sig den alkoholiserade Marianne för att konfrontera svårigheterna i att finansiera och hålla igång mannens juvelaffär.

## Om filmen
Place Vendôme är regisserad av Nicole Garcia.

## Rollista
- Catherine Deneuve - Marianne
- Jean-Pierre Bacri - Jean-Pierre
- Emmanuelle Seigner - Nathalie
- Jacques Dutronc - Battistelli
- Bernard Fresson - Vincent Malivert
- François Berléand - Eric Malivert
- Dragan Nikolic - Janos
- Otto Tausig - Samy